# Adolfo Sánchez Vázquez
Adolfo Sánchez Vázquez (Algesires, 17 de setembre de 1915 - Mèxic D.F., 8 de juliol de 2011) va ser un filòsof, escriptor i professor hispanomexicà.

## Biografia
Va néixer a Algesires (província de Cadis) el 1915, tot i que des de nin va viure a Màlaga. En la seva joventut va militar en les Joventuts Socialistes Unificades. Després d'estudiar Filosofia a la Universitat de Madrid, va emigrar a Mèxic el 1939 al costat d'altres intel·lectuals, científics i artistes, després de la caiguda de la Segona República Espanyola, durant la Guerra Civil. Va obtenir un doctorat en Filosofia per la Universitat Nacional Autònoma de Mèxic, on va impartir classes i va arribar a ser professor emèrit. Entre 1961 i 1963 va viure a Morelia i va exercir com a professor a la Universitat Autònoma de Sant Nicolás d'Hidalgo, dirigida per Eli de Gortari. Va ser president de l'Associació Filosòfica de Mèxic i membre del Consell Consultiu de Ciències de la Presidència de la República.
Va adoptar una versió oberta, renovadora, crítica i no dogmàtica del marxisme. Pel que fa a l'ètica, es va oposar al normativisme.
Va morir el 8 de juliol de 2011 a la Ciutat de Mèxic.

## Pensament
L'originalitat de l'autor gira entorn del rescat de la praxi com a categoria principal en la filosofia marxista. Rescat que només podria donar-se depurant tota aquella càrrega metafísica dogmàtica que per molt de temps va portar especialment en la interpretació tradicional del materialisme dialèctic. Aquesta interpretació partia de la relació entre l'ésser i el pensar com a problema fonamental de tota filosofia, per la qual cosa només hi ha dues postures al llarg de la història, a saber: idealisme i materialisme.
Per a Sánchez Vázquez el problema principal de la filosofia no és ontològic sinó praxiològic; és a dir que no pot haver-hi veredicte sobre un problema ontològic, gnoseològic, antropològic i epistemològic al marge de la praxi, convergint en gran manera amb el marxisme praxiològic d'Antonio Gramsci. La praxi per tant s'articula en tots aquests moments, posicionant-se com el seu fonament. En aquest sentit -segons el pensador mexicà- el materialisme de Marx no oblida ni nega en absolut la contribució de l'idealisme per a la seva nova concepció materialista del món, sinó més aviat ressalta el seu caràcter actiu i transformador. Una transformació, però, que giràs només en la consciència del subjecte limitaria la seva acció real i transformadora de la realitat. Aquesta vinculació amb la realitat i la seva corresponent transformació només es donarà en una concepció materialista que faci de l'activitat de la consciència una praxi real i posi aquesta com a mediadora indispensable de totes les dimensions humanes.

## Publicacions
- 1942: El pulso ardiendo.
- 1965: Las ideas estéticas de Marx.
- 1967: La filosofía de la praxis.
- 1969: Rousseau en México (la filosofía de Rousseau y la ideología de la independencia).
- 1969: Ética.
- 1970: Estética y marxismo.
- 1972: Antología. Textos de estética y teoría del arte.
- 1975: Del socialismo científico al socialismo utópico.
- 1982: Filosofía y economía en el joven Marx.
- 1992: Invitación a la estética.
- 1997: Filosofía y circunstancias.
- 1997: Recuerdos y reflexiones del exilio.
- 2003: A tiempo y destiempo.
- 2005: Poesía, libro que recoge su obra en este género.
- 2005: 'De la estética de la recepción a una estética de la participación (ciclo de conferencias pronunciadas en septiembre de 2004). Facultad de Filosofía y Letras de la UNAM.
- 2007: Ética y política.